# Màmia I Gurieli
Màmia I Gurieli, mtavari de Gúria del 1512 al 1534. Va ser fet presoner durant una expedició contra els turcs el 1533. Executat pels turcs el 1534. Va tenir dos fills (un, Rustam Gurieli, el va succeir) i una filla, Tinatina (+ 1591) casada amb el rei Lleó II de Kakhètia.